# Friedrich Hegemann (Kapitän)

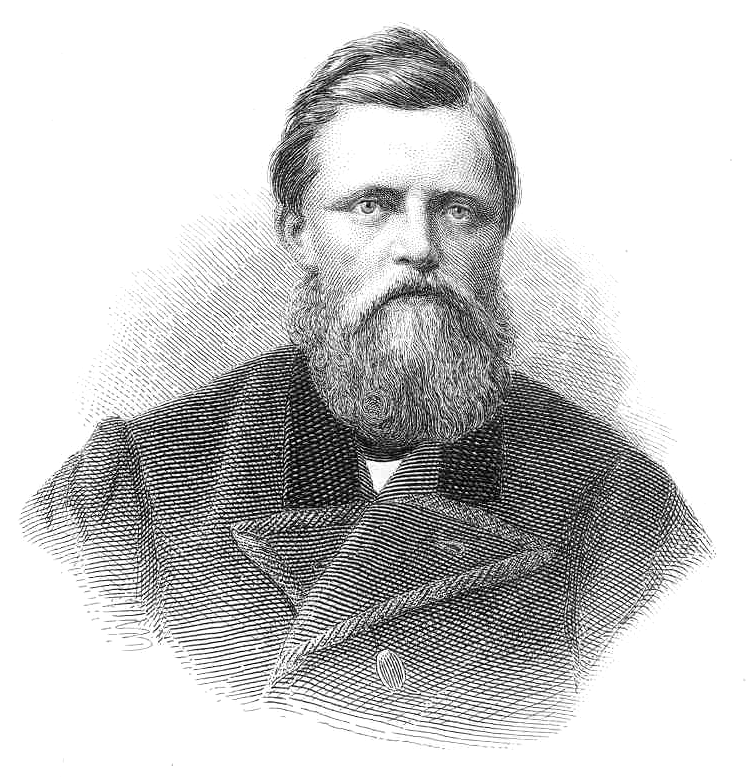
Friedrich Hegemann, 1869

Paul Friedrich August Hegemann (* 26. August 1836 in Hooksiel; † 14. Juni 1913 in Goslar) war ein deutscher Kapitän, Walfänger und Polarforscher. Auf der Zweiten Deutschen Nordpolar-Expedition 1869/70 war er der Kapitän der Schonerbrigg Hansa.

## Biografie
Hegemann war einer von fünf Söhnen des Hafenmeisters J. F. Hegemann. 1851 begann er seine seemännische Laufbahn auf der Galiot Gesine, deren Kapitän sein Bruder war. Mit zwei weiteren Brüdern an Bord fuhr er 1853 auf der Erbgroßherzogin von Oldenburg in den Golf von Mexiko, 1854 nach Kuba und 1855 nach Brasilien. Als Zweiter Steuermann erlitt er 1856 mit der Bark Texas, die wiederum von seinem Bruder geführt wurde, Schiffbruch vor der chinesischen Küste. Am 31. August 1859 legte Hegemann in Elsfleth sein Obersteuermannsexamen ab. Er kaufte sich für 550 Taler vom Militärdienst frei und heuerte auf dem Walfänger German der Oldenburger Visurgis AG an. Das Schiff erlitt 1862 vor Japan Schiffbruch. Ab 1863 segelte er – wieder für die Visurgis – als Obersteuermann auf der Julian in den Pazifik. Ab 1867 war er der Kapitän des Schiffs. Zwei Jahre später gab die Visurgis allerdings den Walfang auf und verkaufte die Julian.
Als das „Comité für die deutsche Nordpolarfahrt“ die Fulton als Begleitschiff für die von Carl Koldewey geführte Germania kaufte, bot es Friedrich Hegemann im April 1869 das Kommando über das nun in Hansa umbenannte Schiff an. Hegemann, der während seiner Zeit als Walfänger umfangreiche Erfahrungen in arktischen Gewässern gesammelt hatte, nahm an. Nachdem die beiden Expeditionsschiffe Bremerhaven am 15. Juni 1869 verlassen hatten, kam es am 20. Juli an der Kante des vor der grönländischen Küste driftenden Packeises zu einem folgenschweren Missverständnis. Hegemann interpretierte ein von der Germania gegebenes Signal fälschlich als Aufforderung, weiter in den Packeisgürtel vorzudringen, wodurch die Schiffe dauerhaft getrennt wurden. Am 14. September blieb die Hansa im Eis stecken. Vorsorglich ließ Hegemann die Besatzung ein Haus aus Steinkohlebriketts auf einer großen Eisscholle bauen und dort Proviant für zunächst zwei Monate deponieren. Als die Lage des Schiffs Mitte Oktober durch die fortwährenden Eispressungen hoffnungslos wurde, schaffte die Besatzung alles von Bord, was für sie noch von Wert war. In der Nacht zum 23. Oktober sank die Hansa bei 70° 52′ Nord und 21° West vor der Küste Liverpool Lands. Innerhalb von 200 Tagen drifteten die vierzehn Männer auf ihrer Scholle rund 1500 km weit an der Küste Ostgrönlands entlang. Schließlich setzten sie die Reise in ihren drei Beibooten fort. Nach weiteren 36 entbehrungsreichen Tagen erreichten sie die Herrnhuter Missionsstation Friedrichstal an der Südspitze Grönlands. Von Frederikshåb aus konnten sie auf dem dänischen Segelschiff Constance nach Europa zurückkehren und waren im September 1870 wieder in Deutschland. Durch sein besonnenes Handeln hatte Hegemann den Verlust von Menschenleben vermieden.
Ab 1871 fuhr Hegemann als Offizier auf verschiedenen Dampfern des Norddeutschen Lloyd, bis die Westindien-Linie 1874 eingestellt wurde. Am 4. April 1875 wurde er an die Deutsche Seewarte in Hamburg berufen, wo er zunächst als „Hülfsarbeiter“, ab 1889 als Assistent in der Abteilung I (maritime Meteorologie) tätig war. Im Jahr 1901 wurde er pensioniert. Hegemann starb 1913 in einem Krankenhaus in Goslar und wurde auf dem Ohlsdorfer Friedhof in Hamburg beerdigt.
Hegemann war seit 1871 verheiratet. Seine Frau Helene war die Tochter des Schiffbaumeisters Chr. Schwoon. Das Paar blieb kinderlos.

## Ehrungen
Friedrich Hegemann war Ehrenmitglied des Naturwissenschaftlichen Vereins von Hamburg-Altona. Kap Hegemann (67° 4′ N, 33° 26′ W) in Kong Christian IX Land an der Ostküste Grönlands ist nach ihm benannt.

## Schriften
In seiner Zeit an der Deutschen Seewarte veröffentlichte Hegemann 16 Artikel zu nautischen oder meteorologischen Themen in den Annalen der Hydrographie und Maritimen Meteorologie, u. a.:
- Winterreisen zwischen Europa und Nordamerika. Jahrgang 6, 1877, S. 214.
- Bemerkungen über die Windverhältnisse in der Umgebung der Bering-Straße. Jahrgang 5, 1877, S. 14–44.
- Das Eis und die Strömungsverhältnisse des Beringmeeres, der Beringstraße und des nördlich davon gelegenen Eismeeres. Jahrgang 18, 1890, S. 401–414 und 425–435.
- Der Wajfang im Stillen Ocean und nördlich der Bering-Straße während der sechziger Jahre dieses Jahrhunderts. Jahrgang 21, 1893, S. 65–67.

1912 erschien in einer Auflage von 50 Exemplaren sein Buch
- Meine Lebenserinnerungen. Koch, Hamburg 1912, 240 Seiten.